# Jim Craig (jégkorongozó)
James Downey Craig (Easton, Massachusetts, 1957. május 31.–) profi amerikai jégkorongozó kapus és olimpiai bajnok.

## Pályafutása
Komolyabb karrierjét a Bostoni Egyetemen kezdte, ahol 1976–1979 között játszott. Az 1977-es NHL-amatőr drafton az Atlanta Flames választotta ki a negyedik kör 72. helyén. Az 1977-es WHA-amatőr drafton szintén kiválasztották. Ekkor a Cincinnati Stingers draftolta őt a kilencedik kör 79. helyén. Részt vett az amerikai válogatottal az 1980-as téli olimpián, ahol az amatőr egyetemistákból összeválogatott csapat 4–3-ra megverte az elődöntőben a nagy szovjet válogatottat. Végig ő volt a kapus. A döntőben a finneket verték 4–2-re és így hatalmas meglepetésre megnyerték az olimpiát. Ez volt a csoda a jégen. Az olimpia előtt még játszott négy mérkőzést az Atlanta Flamesben. Az 1980–1981-es idényben a Boston Bruinsba került, ahol 23 mérkőzésen léphetett jégre. A következő idényben az AHL-es Erie Bladesben szerepelt. 1982–1983-ban ismét az amerikai válogatottban védte a halót. A következő bajnoki szezonban a Minnesota North Starsba került, ahol mindössze három mérkőzésen játszhatott. Még ebben a szezonban játszott a CHL-es Salt Lake Golden Eaglesben. Az idény végén visszavonult. 1999-ben beválasztották a Nemzetközi Jégkorong Szövetség Hírességek Csarnokába.

## Díjai
- NCAA-bajnok: 1978
- ECAC Első All-Star Csapat: 1979
- NCAA Kelet Első All-American Csapat: 1979
- Olimpiai aranyérem: 1980
- WEC-B All-Star Csapat: 1983